# Sybille de Bourgogne
Pour les articles homonymes, voir Mathilde de Bourgogne.
Ne doit pas être confondu avec Sibylle de Bourgogne (reine de Sicile).
Sybille de Bourgogne (1065–1103), aussi appelée Sibylle, Mahaut ou Mathilde, est une duchesse de Bourgogne du XIe siècle, de la Maison d'Ivrée.

## Biographie
Sybille de Bourgogne est la fille de Guillaume Ier de Bourgogne et Étiennette de Bourgogne. Elle est mariée à Eudes Ier de Bourgogne en 1080. Le couple a quatre enfants connus :
- Florine de Bourgogne (1083–1097), princesse de Danemark, épouse de Sven le Croisé ;
- Hélène de Bourgogne (1080–1141), comtesse de Toulouse et de Tripoli, épouse de Bertrand de Saint-Gilles et de Guillaume Ier de Ponthieu ;
- Hugues II de Bourgogne (1085-1143) ;
- Henri de Bourgogne (1087-1131).